# أسبوع الآلام في إشبيلية

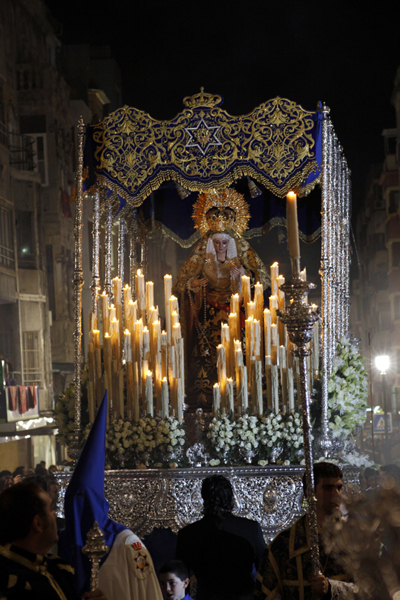
جانب من مسيرة الجمعة العظيمة في إشبيلية.

أسبوع الآلام في إشبيلية (بالإسبانية: Semana Santa en Sevilla) هو احتفال سنوي لذكرى الآلام يسوع ويحتفل به عدد من الأخويات الصوفية والأخويات الدينيّة الكاثوليكية. تقام هذه المواكب خلال الأسبوع الأخير من الصوم الكبير، أو ما يعرف باسم أسبوع الآلام.
تُعرف منطقة الأندلس بتقاليدها الكاثوليكيَّة العريقة تظهر في تطوافات ومواكب أسبوع الآلام ويكون ذروتها في الجمعة العظيمة في مناطق متفرقة من البلاد لكنها تأخذ طابع مميز وخاص في مدينة إشبيلية، والتي تحولت إلى مركز جذب للحج والسياحة المسيحية، المواكب تكون مكونة غالبًا من محفات يحمل كل منها العشرات من الرجال الأشداء يتسابقون في التطوع لنيل هذا التشريف. غطاء المحفة مطرز بالخيوط الذهبية والفضية ومرصع بالأحجار الكريمة. تمثل المحفات حلقات من قصة الصلب والقيامة وتماثيل للعذراء يختلف الواحد عن الآخر في تعبيرات الوجه التي تتراوح ما بين اللوعة والآلم إلى الإستسلام الحزين ثم الرجاء. يتبع المحفات فرق موسيقية يصاحبها أحيانًا صوت أوبرالي ينطلق من إحدي الشرفات المطلة على الطريق.

## مواقع خارجية
- A quite deep introduction to the tradition.
- Holy Week in Seville. - History and guides with videos and photographs of Holy Week in Seville.
- Information on and around Holy Week in Seville.